# 西區沉管隧道
西區沉管隧道（英語：Western Immersed Tube Tunnel）為香港港鐵東涌綫及機場快綫的鐵路隧道，是香港第三條連接香港島及九龍之鐵路隧道，穿越維多利亞港。
該隧道為香港機場核心計劃中大嶼山機場鐵路「502」合約內之跨海隧道工程，由熊谷組及Tarmac JV承建。港島及九龍兩岸之間之沉管隧道共1.26公里，共由10節沉管組成。隧道組件與西區海底隧道一併於石澳石礦場製造，首四段於1995年6月完成並安放至海床，其餘組件亦逐步放至預定位置，並於次年10月11日貫通，至1998年6月22日正式通車。

## 隧道路線
沉管隧道由中環填海區上之香港站，經過位處民光街及民輝街之間「香港通風樓」離開港島區，並於上環港澳客輪碼頭以東掠過，並穿越用以標示碼頭限制區東北方範圍的「港澳1」（MFT1）浮標所處之海床。
由於需要遷就鐵路坡度，故該處海床亦需被填高，隧道頂部於蓋上保護性填土物後，所處水深由港島岸邊之海圖基準面下方約1米下潛至浮標附近約7米，與附近港澳碼頭內之中央水道附近約13米之水深有較大差異。
而隧道於穿過「港澳1」浮標後進入維多利亞港「中航道」下方約13米水深之海床，並於「中航」燈浮標以東處轉向東北方，在西九文化區內之「九龍通風大樓」登岸，並下穿M+博物館後前往九龍站。